# Rosensteintunnel (1846)

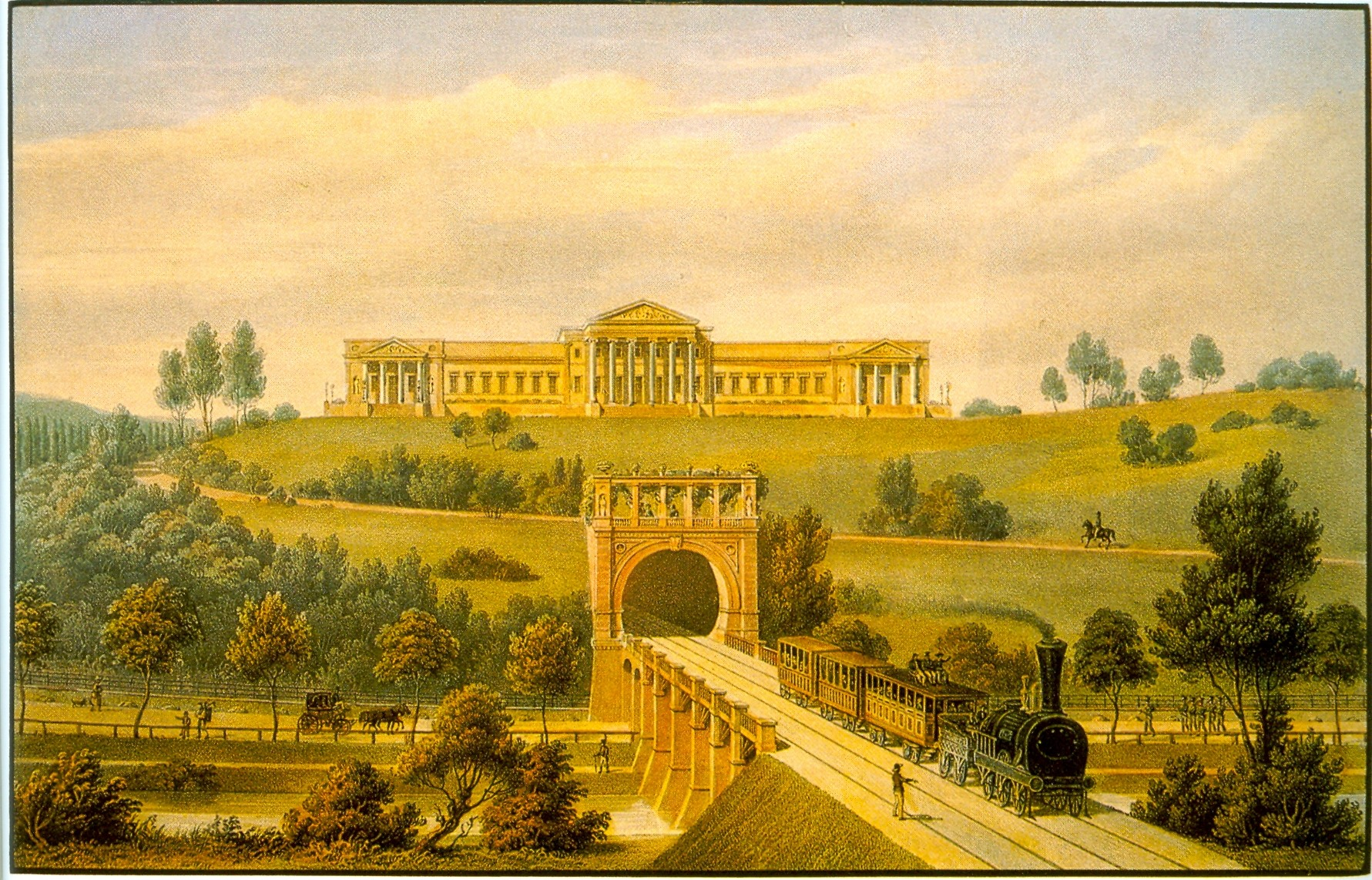
Schloss Rosenstein mit erstem Eisenbahntunnel 1846

Der Rosensteintunnel ist ein ehemaliger Eisenbahntunnel im Stuttgarter Stadtgebiet. Er verband von 1846 bis 1915 den Stuttgarter Hauptbahnhof mit dem Bahnhof Stuttgart-Bad Cannstatt. Sein gleichnamiger Nachfolger ist bis heute in Betrieb.

## Bau und Betrieb
Beim Bau der württembergischen Zentralbahn wurde direkt unter der Mittelachse des Schlosses Rosenstein der erste Eisenbahntunnel Württembergs gebaut. Dieser von Carl Etzel geplante Tunnel verband Stuttgart mit Cannstatt. Prinzipiell wäre auch eine Umgehung des Rosensteins möglich gewesen, der Tunnel ermöglichte jedoch eine bessere Lage des Cannstatter Bahnhofs und bewahrte den Schlossgarten davor, von der Eisenbahn zerschnitten zu werden. Dennoch war sein Bau umstritten, da Kritiker eine Schädigung des Schlosses befürchteten; König Wilhelm I. erklärte jedoch sein Einverständnis. Die Baugenehmigung wurde am 14. März 1844 erteilt.
Der Tunnel durch die Erhebung des Kahlensteins wurde in bergmännischer Bauweise errichtet; Baubeginn war am 1. Juli 1844, vollendet wurde er am 4. Juli 1846. Die Fertigstellung wurde am 5. Januar 1846 durch einen Wasser- und Schlammeinbruch verzögert, der durch undichte Bassins im Schlossbereich verursacht worden war. Der Schlamm musste von oben her entfernt werden, anschließend wurden die Bassins abgedichtet. Die Tunnelröhre war insgesamt 362 Meter lang und von vornherein zweigleisig ausgebaut. Der historische Bauwerk erfüllte alle Anforderungen, bis es aufgrund des gestiegenen Verkehrsaufkommen um 1915 durch zwei neue Tunnelröhren ersetzt und anschließend stillgelegt wurde.

## Nachnutzung
Nach Inbetriebnahme der neuen Tunnelröhren, im November 1915, wurde der alte Rosensteintunnel 1916 außer Betrieb genommen. Von 1931 bis 1965 wurde er von drei Pächtern zur Champignonzucht genutzt. Im Zweiten Weltkrieg diente er als Luftschutzbunker und wurde bis 1946 von der Mahle GmbH gemietet. Das Portal Richtung Bad Cannstatt wurde 1966 zugemauert, an Stelle des Portals Richtung Hauptbahnhof befinden sich heute unterirdische Anlagen der EnBW.
Zu Beginn der 1990er Jahre wurde der Tunnel als Eisenbahnanlage entwidmet und aufgelassen. 1992 wurde der Tunnel in das Eigentum des baden-württembergischen Landesbetriebs für Vermögen und Bau übertragen. Er war auch als Standort für ein Mineralienmuseum im Gespräch. Gelegentlich kann er noch besichtigt werden.
Im Rahmen des Projekts Stuttgart 21 wird überschüssiges Wasser des Grundwassermanagements durch eine dafür im Tunnel verlegte Wasserleitung zum Neckar geführt.

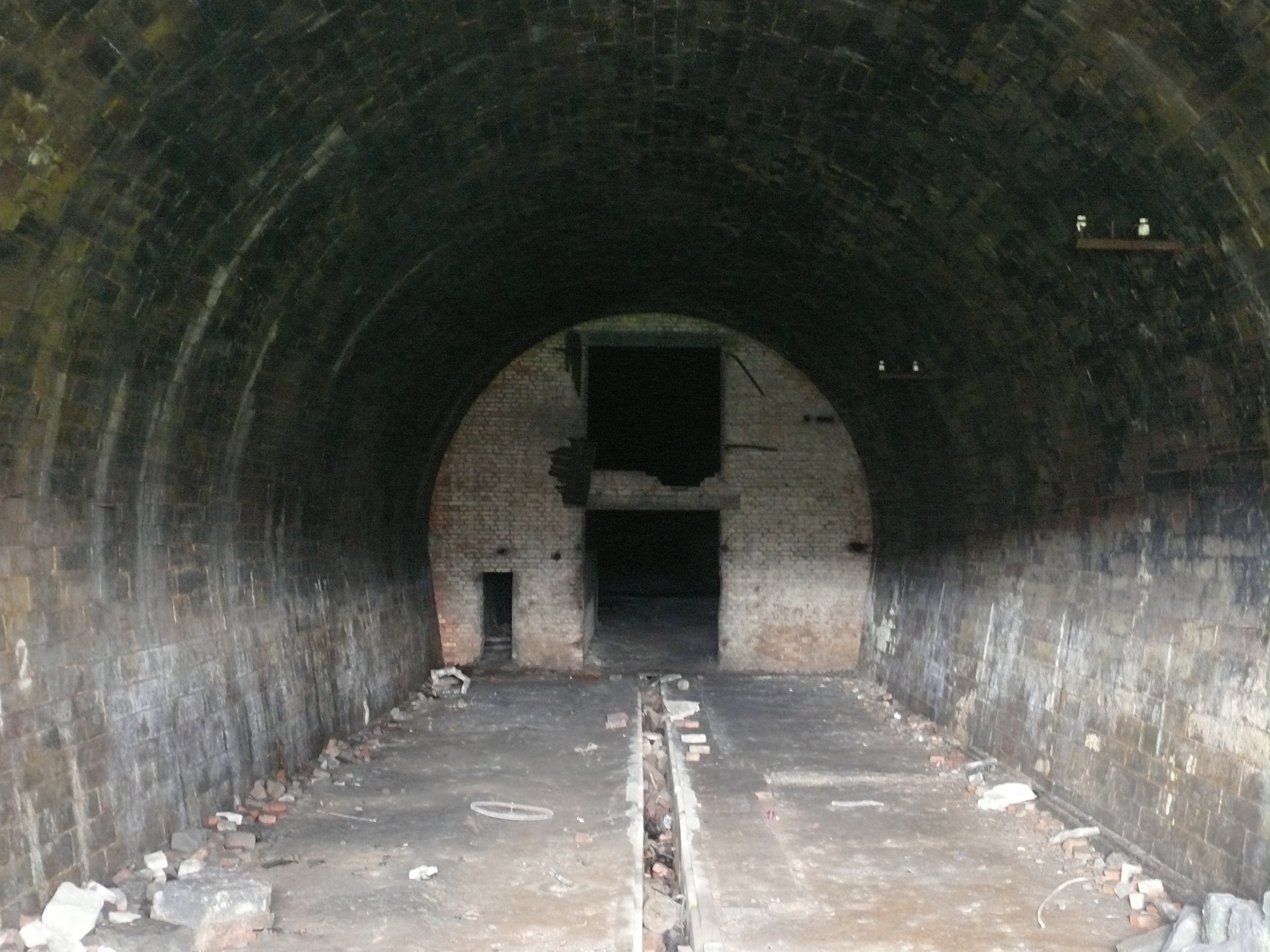
Blick in den Tunnel
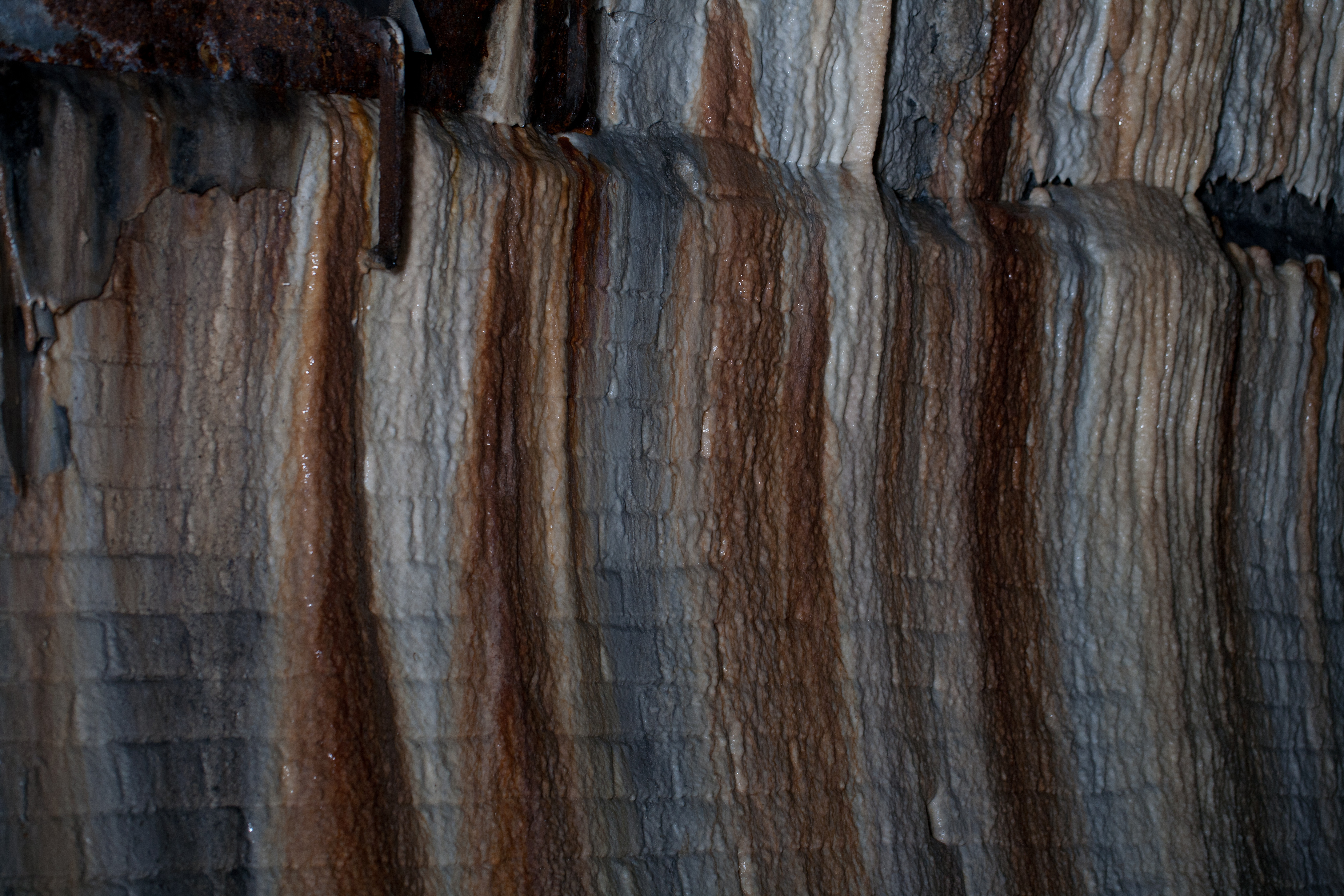
Sinterablagerungen an der Wand des alten Tunnels, April 2011
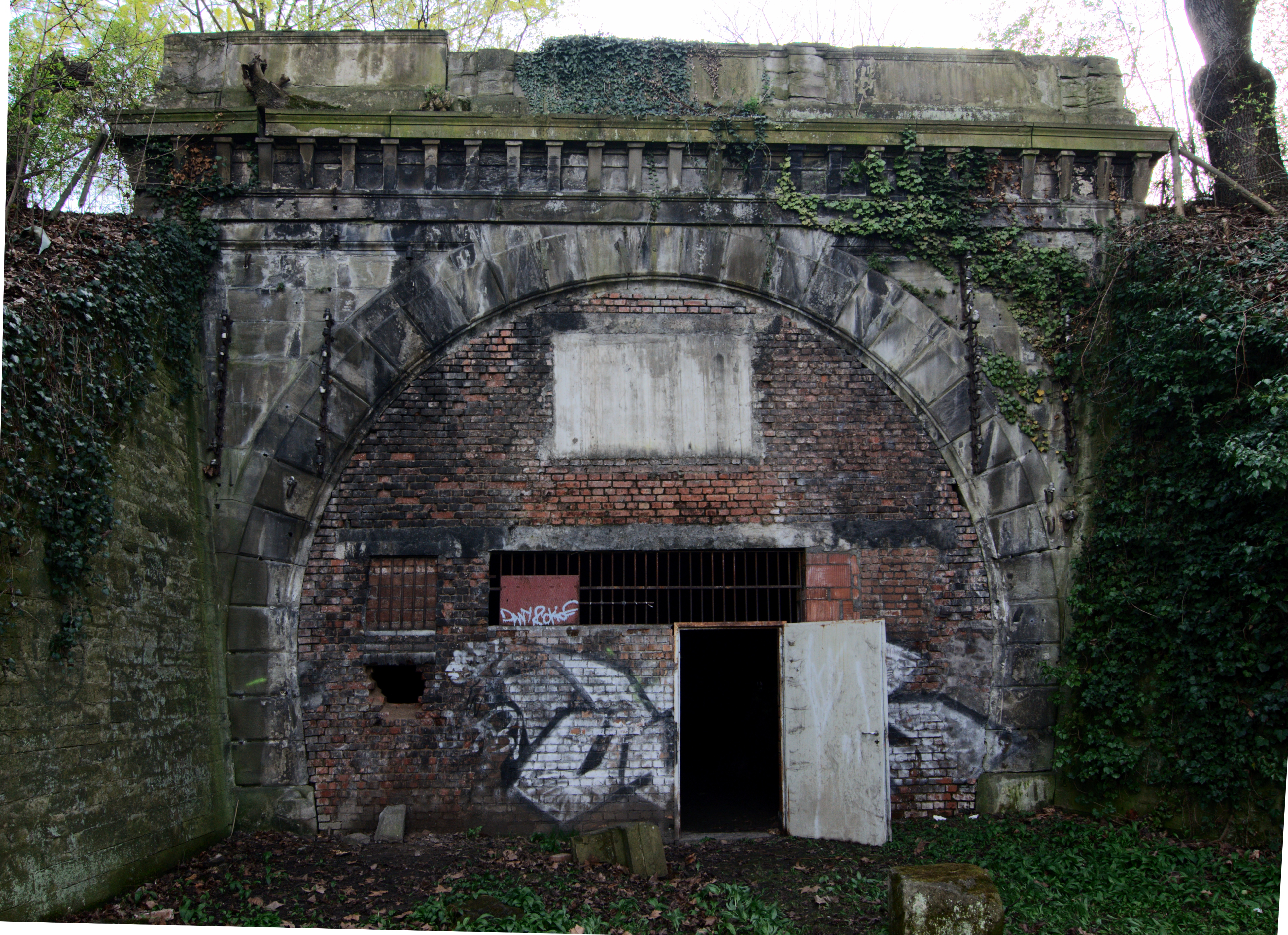
Nordportal des alten Rosensteintunnels, April 2011
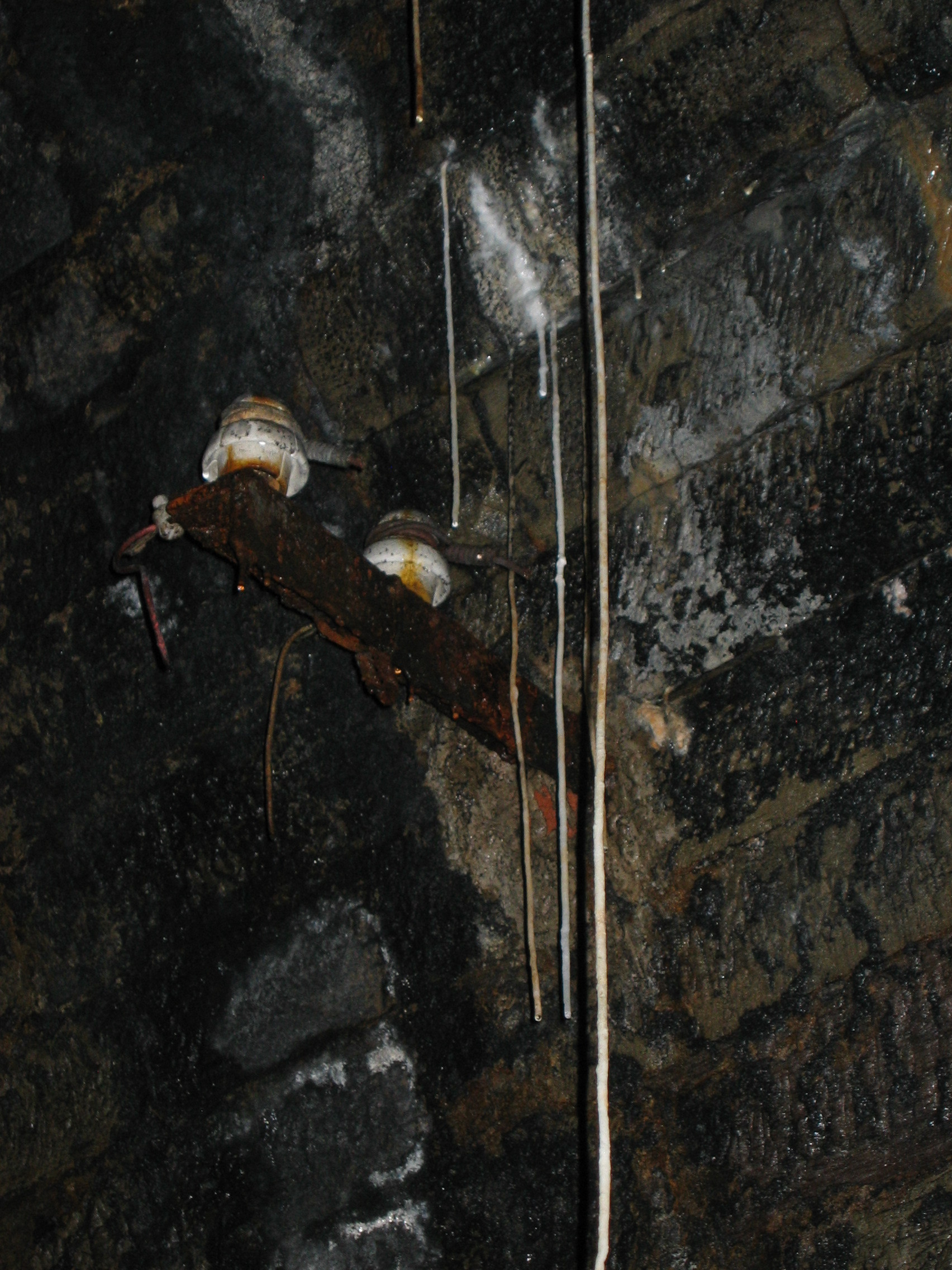
Lange dünne Tropfsteine, September 2011
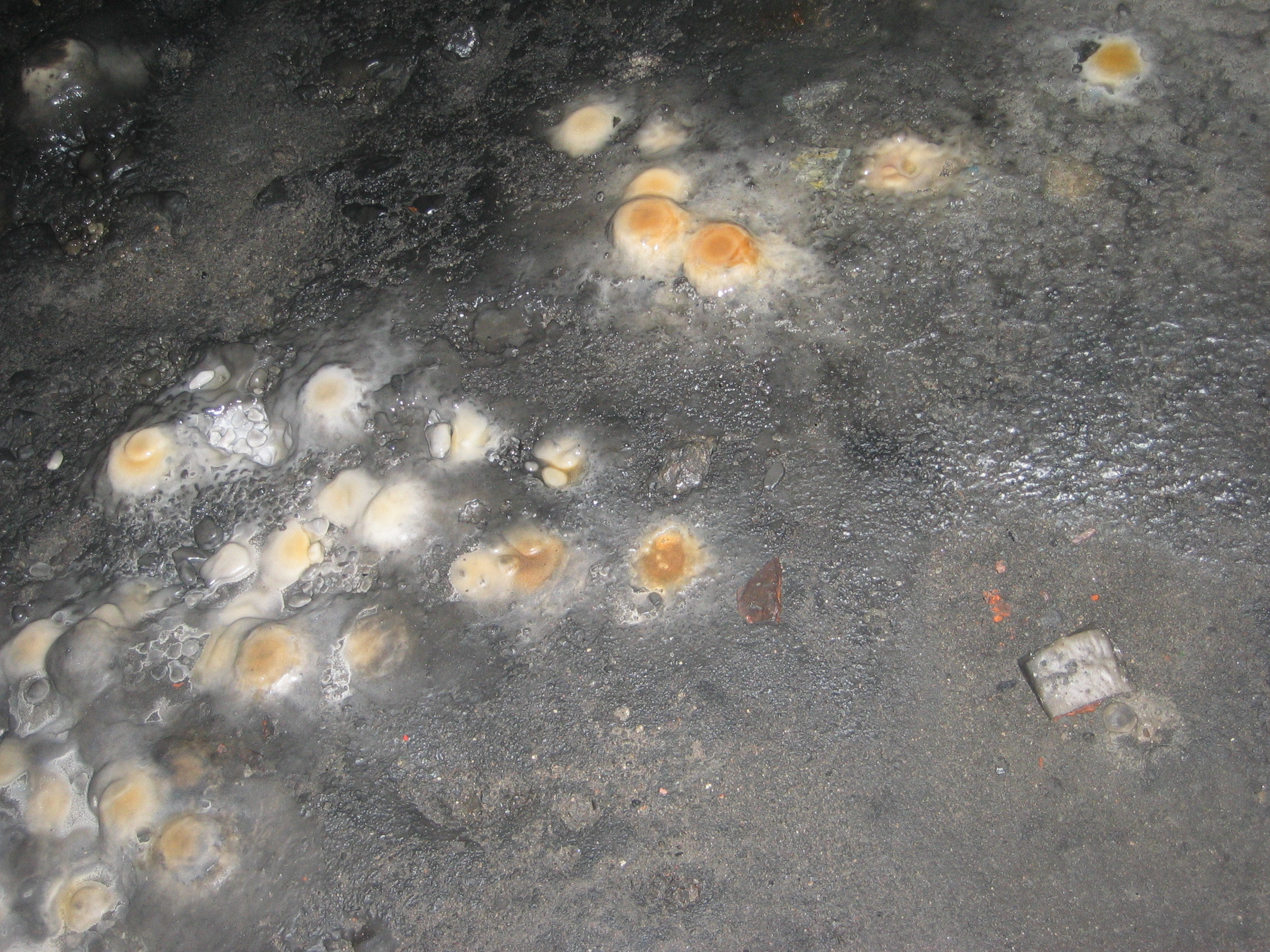
Spiegeleiförmige Stalagmiten, September 2011
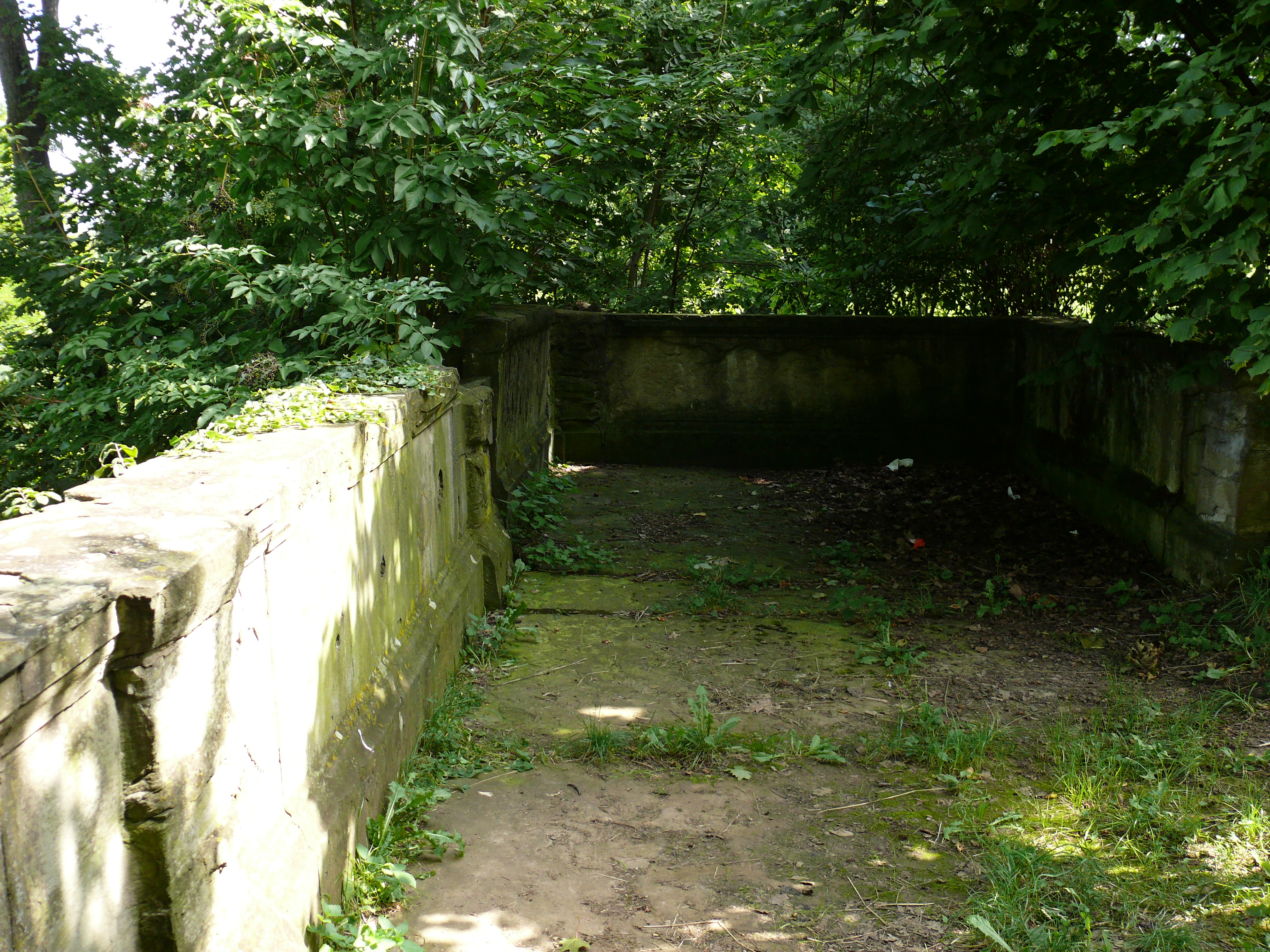
Über dem Tunnelportal
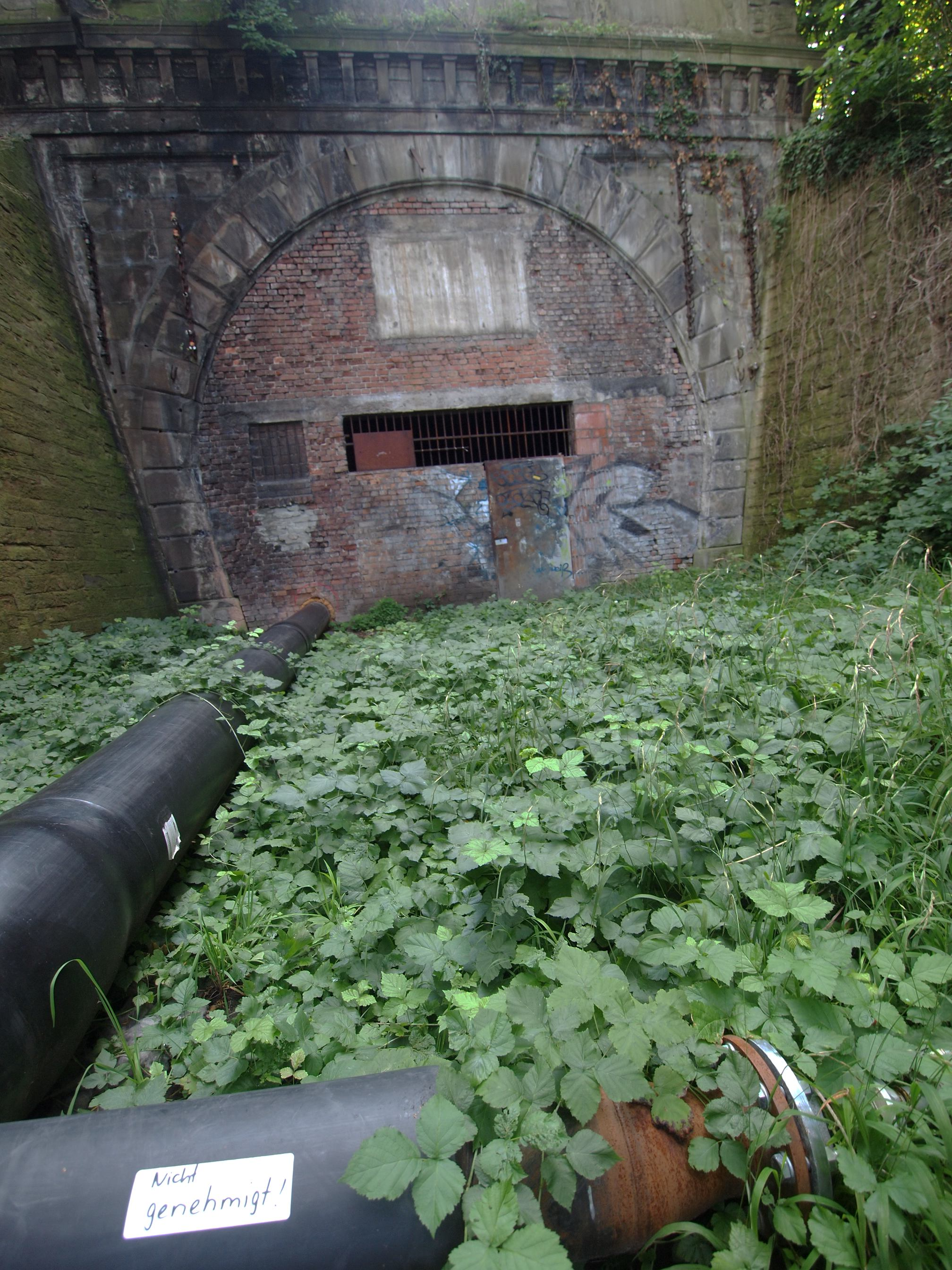
Das Ableitungsrohr

## Trivia
In seiner Venezianischen Epistel berichtet Joseph Victor von Scheffel von einer „versäumte[n] und nie wieder gut zu machende[n] Gelegenheit“ im Rosensteintunnel.